# Fietspunt
Een fietspunt is een fietsherstelplaats aan (grotere) stations van de Belgische spoorwegen waar pendelaars terecht kunnen voor kleine herstellingen, fietsverhuur (een Blue-bike sinds 2011), een bewaakte fietsenstalling en informatie over fietstoerisme of het fietsroutenetwerk in de omgeving. In 2007 opende de NMBS haar eerste fietspunt en wilde hiermee zowel toeristische, verkeerstechnische als sociaaleconomische doelstellingen koppelen. De fietspunten combineren intermodaliteit, een modern beheer van fietsenstallingen met een sociale werkplaats waarbij er het opknappen van tweedehandsfietsen een eerste stap is in een opleiding tot fietsenmaker.

## Historiek
Op 17 april 2007 opende toenmalig Brussels minister voor Mobiliteit Pascal Smet het eerste fietspunt van België in het station Brussel-Noord (beheer door Cyclo vzw). Op 2 juni opende toenmalig Vlaams minister voor Mobiliteit Kathleen Van Brempt de eerste fietspunten van Vlaanderen in het station Antwerpen-Centraal en het station Antwerpen-Berchem (beheer door Levanto vzw). Later dat jaar kwamen er ook in het station Leuven (VELO), het station Gent-Sint-Pieters (Max Mobiel), het station Brugge (groep INTRO vzw) en het station Kortrijk (Mobiel vzw).
In mei 2008 kwam er een fietspunt aan het station Hasselt en later dat jaar ook in station Aarschot, station Halle, station Vilvoorde en station Londerzeel.
In 2009 openden een hoop fietspunten. Op 6 februari in het station Mechelen ('t Atelier) en op 28 april in het station Sint-Truiden (Basis vzw) met stedelijke fietstaxi die ook de Haspengouwse omgeving verkent (populair in het bloesemseizoen van deze fruitstreek). Op 4 mei opende Max Mobiel een fietspunt in station Gent-Dampoort en op 7 mei begon Werkvormm een fietspunt in station Lier. Op 26 mei opende Cyclo vzw een fietspunt in het station Brussel-Centraal en in september in  station Brussel-Luxemburg.
In mei 2010 opende het eerste fietspunt in Wallonië in het station Namen beheerd door Pro Velo, en op 15 december 2010 was het de beurt aan station Brussel-Zuid (Cyclo vzw).
In 2011 opende Pro Velo fietspunten in het station Luik-Guillemins, het station Ottignies en het station Bergen.
In mei 2014 kwamen er Waalse fietspunten bij in het station Station Gembloers (Pro Velo) en Station Charleroi-Centraal (scrl Brillo).
Op 1 juli 2017 loet het Gentse Max Mobiel haar fietswerking over aan De Fietsambassade Gent.
Op 4 februari 2019 verhuisde het fietspunt in het Brusselse Noordstation na tal van tijdelijke locaties tijdens de stationsrenovatie naar een permanente ruimte in de kelderverdieping.
In maart 2019 opent een fietspunt in het Brusselse Beursstation.